# Serra do Gerês
La serra do Gerês (ou Xurés en galicien) est un massif de montagnes à la frontière entre le Portugal et l'Espagne.

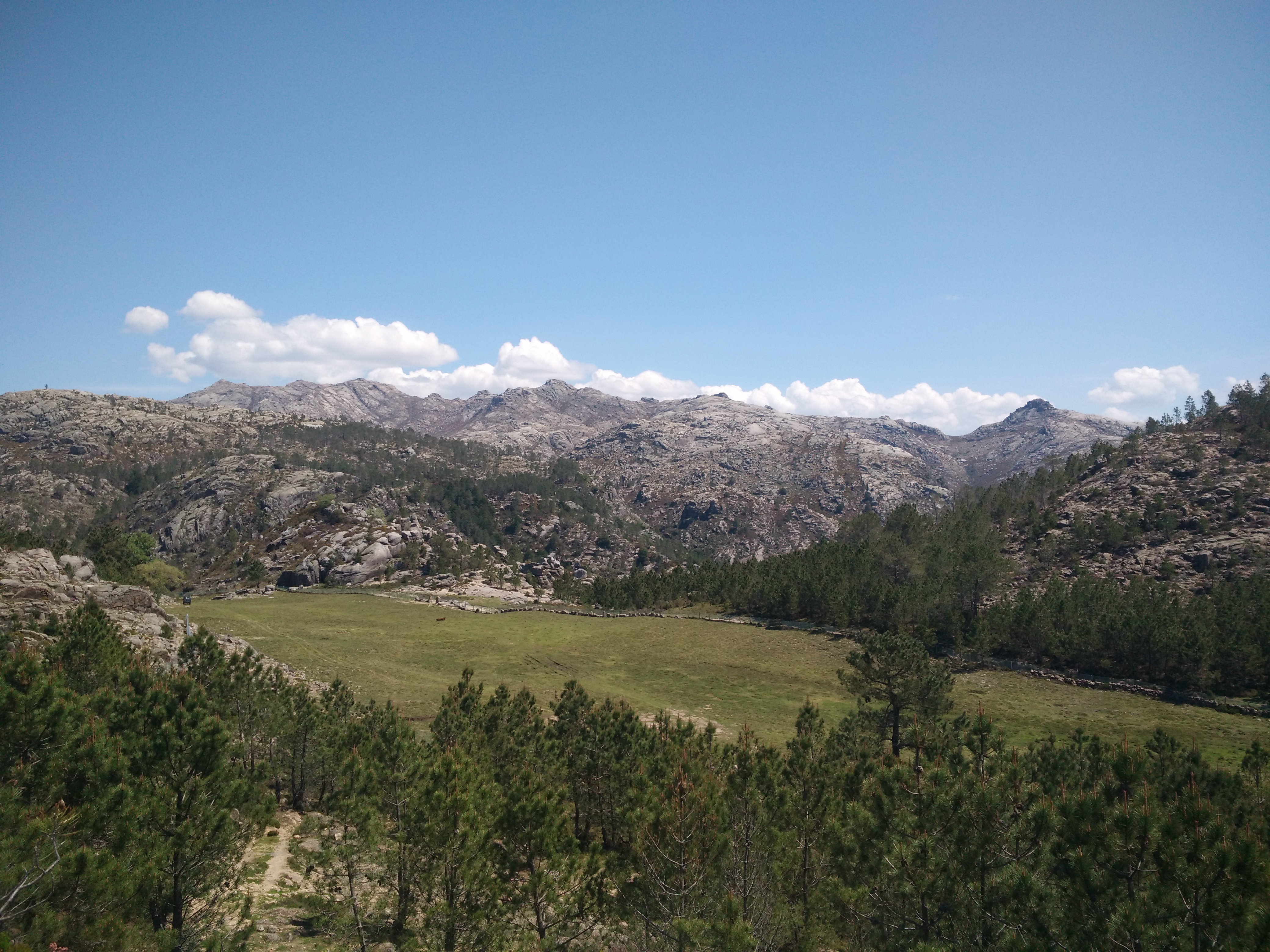
Vue de la serra do Gerês.